# یدایا پنینی
یدایا بن ابراهیم بزیوی یا یدایا بنینی (به عبری: ידעיה הבדרשי) ‍(زادهٔ ۱۲۷۰ – درگذشتهٔ ۱۳۴۰ میلادی) شاعر، طبیب و فیلسوف مشهور یهودی بود. او در شهر بزیه زاده شد و از این رو به بزیوی شهرت یافت. بنینی (הפניני — مرواریدگستر) تخلص او در شعرها بود.

## آثار

### ادبی و اخلاقی
- قصیده میم: یدایا بن ابراهیم جوانی مستعد بود، از آنجا که در سن ۱۵ سالگی قصیده‌ای بلند سرود که هر بیتش با حرف عبری میم آغاز می‌شد و به همین دلیل این قصیده هزارکلمه‌ای به دعای میم مشهور شد. این قصیده بعدها به لاتین و آلمانی نیز ترجمه گشت.‍ پدر بدرسی که از هوش و استعداد سرشار فرزندش شگفت‌زده بود، قدردانی خودش را از او در شعری کوتاه نشان داد. این شعر در بسیاری از نسخه‌ها در پایان قصیده آمده است. در این قصیده تلمیحات بسیاری به آیات کتاب مقدس و به ویژه تنخ یهودی آمده‌است که نمایانگر این نکته است که سراینده در آن سن اندک به کلی با کتاب مقدس مانوس بوده‌است.همچنین این قصیده آشنایی و اشراف سراینده با واژگان عبری را به خوبی نشان می‌دهد.
- سِفِر ها پردس: دانش تلمودی یدایا پنینی می‌بایست به همان میزان وسیع و گسترده بوده باشد، چرا که از مقدمه تفسیرش بر هاگادا و تلمود برمی‌آید که در سن پانزده‌سالگی وارد مدرسه تلمودی ر.مشولام شده‌است. در سن هفده‌سالگی، او اثر اخلاقی سفر ها پردس(کتاب پردیس) را به پایان رسانید. این کتاب نخستین بار در قسطنطنیه (استانبول کنونی) و در سال ۱۵۱۵ میلادی به انتشار رسید. این کتاب دارای هشت بخشِ زیر است: ۱- در بیان ناپایداری اوضاع جهان و فایده عزلت ۲- در بیان عبادت و ذکر ۳- در بیان دانش‌هایی که انسان را در کار دین سودمند است ۴- در قوانین قضاوت ۵- در دستور زبان ۶- در سفسطه ۷- در نجوم ۸- در خطابه و شعر.
- اوحب ناشیم: یدایا پنینی در سن هجده‌سالگی رساله‌ای در دفاع از زنان نوشت و آن را اوحب ناشیم(دوستدار زنان) نامید. این کتاب، چنان‌چه از مقدمه آن برمی‌آید، جوابیه‌ای است که بر اثر معروف یهودا بن شبتای به نام سونه ها ناشیم(متنفر از زنان) نوشته است. یهودا پنینی این اثر را به دوتن از دوستان نزدیکش به نامهای میر و یهودا پسران دون سلیمان دل آنفان تقدیم داشته است. این کتاب به نوعی به نثر مسجع نوشته شده‌است.
- ایگرت هیتناذلوت (رساله دفاعیه): این اثر در دفاع از مطالعه فلسفه به سلیمان بن آدرت ارسال شد و چنین برمی‌آید که مخاطب اصلی این اثر نیز او بوده‌است. در آن زمان، سلیمان بن آدرت، نقدی بر علوم و فلسفه نوشته بود و از علمای یهودی انتقاد کرده بود که چرا به جای مطالعه کتاب مقدس و تلمود، وقتِ خود را به مطالعه علوم بیگانه یعنی آثار حکمای یونان (افلاطون و ارسطو) و آثار مسلمانان (که عمدتاً مثل ابن‌سینا و ابن رشد شارحان و مفسران کتاب‌های ارسطو بودند) می‌گذرانند. یدایا پنینی در جواب این اتهام ثابت کرده‌است که مطالعه منطق، طبیعیات و مابعدالطبیعه برای تقویت دین یهود مفید است و این که مطالعات یهودیان را با برهان‌های وجود خدا، نبوت، جبر و اختیار، خلقت از عدم و غیرآن مجهز می‌سازد. او همچنین خاخام‌ها را به مطالعه زبان عربی تشویق کرده‌است و بیان داشته که در اسپانیا (اندلس قدیم) و بابل خاخام‌هایی که زبان عربی می‌دانسته‌اند موفق به استفاده از کتاب‌های فلسفی مسلمانان شده‌اند و از این رو دانش خود را گسترش داده‌اند.
- بعینت ها عولم (بررسی جهان) که با نام دیگرش شماییم لا روم (گستره آسمان) نیز شناخته می‌شود، قصیده‌ایست که به احتمال قرین به یقین پس از حکم اخراج یهودیان از فرانسه در سال ۱۳۰۶ میلادی نوشته است. این شعر به ۳۷ بخش تقسیم شده است. یدایا پنینی در انتهای این شعر از موسی بن میمون یاد کرده و او را استاد استادان جهان شمرده است.

### فلسفی
- تفسیر بر کتاب طبیعیات از ابن رشد (فصل تقابل و تضاد در حرکت)
- شرحی بر قانون ابن سینا
- تفسیری بر کتاب العقل و المعقولات از فارابی
- رساله‌ای در صور خاص و جزئی که در این رساله یهودا پنینی اظهار می‌دارد که هر نوعی واجد صورتی‌است که آن را از دیگر انواع متمایز و مشخص می‌سازد. او در این زمینه بین صور خاص و صور جزئی تفکیک نهاده است.
- تفسیر فصل ماهیت نبوت از موسی بن میمون